# Атина Оупън
Атина Оупън (на английски: Athens Open) е професионален турнир по тенис. 

## История
Атина Оупън е тенис турнир от веригите Гран При и ATP Тур. Провежда  се ежегодно в Атина, Гърция от 1986 до 1994 г., играе се на открити клей кортове в Athens Lawn Tennis Club.
Историческият предшественик на този турнир ше Международното първенство в Атина, основано като Гръцко международно първенство през 1931 г. То се провежда като комбинирано събитие за мъже и жени до 1973 г. Турнирът за мъже е възобновен още веднъж през 1981 г., след което е прекратен.

## Финали
| Година | Шампион              | Финалист           | Резултат                |
| ------ | -------------------- | ------------------ | ----------------------- |
| 1994   | Алберто Берасатеги   | Оскар Мартинес     | 4 – 6, 7 – 6, 6 – 3     |
| 1993   | Жорди Арезе          | Алберто Берасатеги | 6 – 4, 3 – 6, 6 – 3     |
| 1992   | Жорди Арезе          | Серхи Бругера      | 7 – 5, 3 – 0 отказва се |
| 1991   | Серхи Бругера        | Жорди Арезе        | 7 – 5, 6 – 3            |
| 1990   | Марк Коверманс       | Франко Давин       | 5 – 7, 6 – 4, 6 – 1     |
| 1989   | Роналд Аженор        | Кент Карлсон       | 6 – 3, 6 – 4            |
| 1988   | Хорст Скоф           | Бруно Орешар       | 6 – 3, 2 – 6, 6 – 2     |
| 1987   | Гилермо Перес Ролдан | Торе Майнеке       | 6 – 2, 6 – 3            |
| 1986   | Хенрик Сундстрьом    | Франсиско Масиел   | 6 – 0, 7 – 5            |